# Lista muzeelor din Târgu Mureș
Aceasta este lista muzeelor din Târgu Mureș:

## Muzeul Județean Mureș
- Muzeul de Arheologie și Istorie
- Muzeul de Artă
- Muzeul de Etnografie și Artă Populară
- Muzeul Științele Naturii
- Palatul Culturii

## Alte muzee
- Atelierul și Muzeul Petry[1]
- Casa apei[2]
- Colecția de pietre funerare vechi din cimitirul reformat
- Expoziția despre istoricul parohiei din Biserica reformată mică[3]
- Muzeul de Artă Ecleziastică în galeria Bisericii romano-catolice Sfântul Ioan Botezătorul[4]
- Muzeul Bolyai, din cadrul Bibliotecii Teleki-Bolyai[5]
- Muzeul Evreiesc lângă Sinagoga Status Quo Ante[6]

## Muzee desființate
- Muzeului de Artă Industrială Secuiască